# Alan Docking Racing

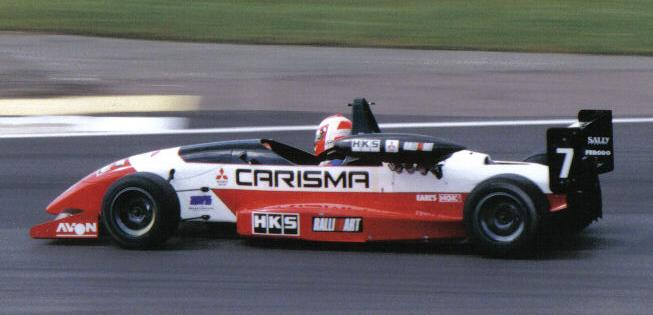
Equipo ADR en F3 Británica, año 1995.

Alan Docking Racing (ADR) es una escudería de automovilismo de coches con sede en Silverstone, Reino Unido. La escudería fue formada en 1975 por el australiano Alan Docking.
La escudería compitió en la Fórmula 3 Británica serie en la mayor parte de su existencia, sin embargo, también se graduó a la A1 Grand Prix y la Superleague Fórmula y también ha competido en el deporte y turismos a nivel nacional e internacional. El equipo funcionó también como Alan Docking Racing Findland.
Contenido

## Historia
Con la creación del equipo, ADR corría en la F3 británica ganadora en una fila de los campeonatos 1976 y 1977 con Rupert Keegan y Sur Esteban. En 1978, compitieron en el Campeonato de Europa de Fórmula 2 con varios pilotos incluido Stefan Johansson.
ADR se unió al británico de Fórmula Ford Championship en 1987 y 1988 con Mazda. Regresó en la F3 británica desde 1989, el equipo ha competido con los conductores, entre ellos estuvieron Gonzalo Rodríguez (piloto), Mika Salo, Hideki Noda, Ricardo Rosset, Mark Webber y Marcos Ambrose.
En 2002 ADR ganaron su tercer título de la F3 Británica con Robbie Kerr.
En 2005-06, ADR colaborar con el A1 Team Australia en el nuevo campeonato A1 Grand Prix.